# Marathon Airport
Marathon Airport (engelska: Marathon Aerodrome) är en flygplats i Kanada.   Den ligger i provinsen Ontario, i den sydöstra delen av landet, 900 km väster om huvudstaden Ottawa. Marathon Airport ligger 313 meter över havet.
Terrängen runt Marathon Airport är platt åt sydväst, men åt nordost är den kuperad. Runt Marathon Airport är det mycket glesbefolkat, med 6 invånare per kvadratkilometer.. Närmaste större samhälle är Marathon, 6,5 km väster om Marathon Airport. 
I omgivningarna runt Marathon Airport växer i huvudsak blandskog.